# Casa Mihai Hovaghinian din Urziceni
Casa Mihai Hovaghinian este un monument istoric situat în municipiul Urziceni, județul Ialomița. Este situată în Str. Panduri nr. 21. Clădirea a fost construită în anul 1926. Figurează pe noua listă a monumentelor istorice sub codul LMI: IL-II-m-B-20205.